# Туоба Илу
Туоба Илу (на китайски: 拓跋猗盧; на пинин: Tuòbá Yīlú) е сиенбейски военачалник и първи княз на Дай, управлявал от 310 до 316 година.
Той е част от владетелското семейство на рода Туоба и през 295 година му е поверено управлението на западната част от техните владения. През следващите години Туоба воюват като съюзници на империята Дзин срещу хунския военачалник Лю Юен. През 307 година, след смъртта на брат си Туоба Итуо и чичо си Туоба Лугуан, Туоба Илу става водач на рода Дай. През 310 година императорът на Дзин му дава официална титла, с което е поставено началото на княжеството Дай.
През 316 година Туоба Илу е убит от сина си Туоба Люсиу, който също е убит, след което владетел на Дай става неговия племенник Туоба Пугън.